# 仁贤街道
仁贤街道，原为仁贤镇，是中华人民共和国重庆市梁平区下辖的一个乡镇级行政单位。2020年7月，撤镇设街道，现区划代码为500155004。

## 行政区划
仁贤街道下辖以下地区：
仁贤街道社区、仁贤村、白鹤村、宏山村、长龙村、五一村和广福村。